# 嚎叫
嚎叫，也名为卡尔·所罗门而作的嚎叫，是一首艾伦·金斯伯格在1954年至1955年间写的诗，发表在他1956年的《 Howl and Other Poems》中。这首诗献给卡尔·所罗门的。
金斯伯格于1954年开始从事《嚎叫》的创作。在加利福尼亚大学圣地亚哥分校的保罗·布莱克本磁带档案馆中，有金斯伯格向同僚写诗的早期的草稿。 《嚎叫》被认为是美国文学的伟大作品之一。  这首诗被认为是垮掉的一代的文学流派的代表作品。 
《嚎叫》由城市之光书店的劳伦斯·弗林盖蒂出版。在法院审判期间，弗林盖蒂将这一诗中的永久化的神话传说为辩护案的一部分。 这首诗发行后，弗林盖蒂和书店的经理Shigeyoshi Murao被控传播淫秽作品而被捕。 1957年10月3日，克莱顿·W·霍恩法官裁定这首诗并非淫秽作品。 

## 创作过程
根据金斯伯格的书目兼档案馆馆长比尔·摩根（Bill Morgan）的说法，《嚎叫》的主要灵感来源于一个令人恐惧的Huichol印第安图画。1954年10月17日晚上，金斯伯格的女友希拉·威廉姆斯（Shiela Williams）在诺布山（Nob Hill）的公寓，当时他与他住在一起。金斯伯格经历了一次可怕的经历，看到旧金山迷雾中的弗朗西斯·德雷克爵士酒店的立面像是一个吃孩子的恶魔的可怕面孔。金斯伯格一如既往地记下了他的见解，这些便成为了诗歌第二部分的基础。 
1954年至1955年，金斯伯格在旧金山北海滩附近蒙哥马利街1010号租的公寓里写了这首诗，最开始用“ Strophes”来称呼它。 据称有些草稿是在现今加利福尼亚州伯克利的一家咖啡厅Caffe Mediterraneum里写的。 1955年9月1日，金斯伯格搬进了离加利福尼亚大学的校园只有几个街区的一所小屋。 这首诗的创作有很多因素。金斯伯格的治疗师菲利普·希克斯在金斯伯格写成《嚎叫》前，就鼓励金斯伯格让他意识到想要退出市场研究的工作，全职写作诗歌并承认自己的同性恋的性取向。   他在诗歌《梦的录音：1955年6月8日》（Dream Record: June 8, 1955）中尝试了一种意义上的句法颠覆，即所谓的“意合法”（parataxis），这是在《嚎叫》中很重要的艺术手法。  
金斯伯格给肯尼斯·雷克斯雷斯看了这首诗。他鼓励金斯伯格放飞他自由的风格，发自内心地写作。  金斯伯格接受了这个建议，并试图写一首没有约束的诗。他受到威廉·卡洛斯·威廉斯和杰克·凯鲁亚克的影响，开始试图自然地写作。  金斯伯格以他从威廉斯的三行诗格式（Triadic-line poetry）作为开头写了这首诗，但是在创作这首诗的过程中，他的风格发生了变化，他自己的独特形式（基于固定基础句式的口语化长诗句）开始出现。 
金斯伯格在许多后来的诗歌中都尝试了这种长句子的格式。这首诗的第一个手稿包含了这首诗的第一部分和第三部分。这首诗以关于金斯伯格的朋友们和当代人的故事和经历，其粗犷、幻觉的风格以及狂放的性行为（特别是同性恋）有关而著称，后来由于内容包含淫秽情节而受法院审判。尽管金斯伯格提到了他的许多朋友和熟人（包括尼尔·卡萨迪、杰克·凯鲁亚、威廉·伯劳斯、彼得·奥尔洛夫斯基 （后来金斯伯格的同性恋伴侣）、卢西安·卡尔和赫伯特·汉克，但这首诗主要的情感动力是他对卡尔·所罗门的同情。金斯伯格在一家精神病院认识了所罗门，并与他成为朋友。
金斯伯格后来说这种对所罗门的同情和对他的母亲的精神分裂症的内疚和同情（她已经做过脑白质切除手术）连接到一起，但是他没有直接说出。 2008年，彼得·奥尔洛夫斯基告诉2010年电影《嚎叫》的导演，在一个短暂的月下漫步期间奥尔洛夫斯基演唱了汉克·威廉姆斯的歌曲 Howlin'At the Moon，这可能是本诗题目的来源。 “我从来没有问过他，他也从来没有告诉过，”奥尔洛夫斯基告诉他们，“但是有些东西他会继续学习，并以某种方式使用，以他的诗句形式。诗人一直都这样做。”金斯伯格的诗作《The Dedication》中写道，他从凯鲁亚克处获得了题目的灵感。

## 表演和出版
这首诗最早于1955年10月7日在旧金山的六画廊诗歌艺术节举行。 六画廊创始人沃利·赫德里克（ Wally Hedrick ）构思，他于1955年与金斯伯格见面，并请他在六画廊组织诗歌朗诵。 “起初，金斯伯格拒绝了。但是，当他写了一份《号角》的草稿，赫德里克就改变了“他妈的主意”。进一步的证据表明，这不是表演艺术，而是诗歌。 